# Додекаэдральное число
Додекаэдра́льное число́ — разновидность многогранных фигурных чисел, связанная с додекаэдром . Общая формула для {\displaystyle n}-го по порядку додекаэдрального числа {\displaystyle D_{n}}:
{\displaystyle D_{n}=n{\frac {(3n-1)(3n-2)}{2}}}
Первые из додекаэдральных чисел (последовательность A006566 в OEIS):
{\displaystyle 1,20,84,220,455,816,1330,2024,2925,4060\dots }
Рекуррентная формула:
{\displaystyle D_{n}=D_{n-1}+{\frac {27n^{2}-45n+20}{2}};\quad D_{1}=1}
Производящая функция последовательности:
{\displaystyle {\frac {x(1+16x+10x^{2})}{(x-1)^{4}}}=\sum _{n=1}^{\infty }D_{n}x^{n};\quad |x|<1}
Связь с тетраэдральными числами {\displaystyle \mathbb {T} _{n}}:
{\displaystyle D_{n}=\mathbb {T} _{n}+16\mathbb {T} _{n-1}+10\mathbb {T} _{n-2}\quad (n>2)}
Из общей формулы видно, что додекаэдральное число всегда составное (делится на {\displaystyle n}).